# Gournay-le-Guérin
Gournay-le-Guérin ist eine französische Gemeinde mit 119 Einwohnern (Stand 1. Januar 2022) im Département Eure in der Region Normandie; sie gehört zum Arrondissement Bernay und zum Kanton Verneuil d’Avre et d’Iton.
1808 wurde der Nachbarort Petite-Ville nach Gournay-le-Guérin eingemeindet.

## Bevölkerungsentwicklung
| Jahr      | 1962 | 1968 | 1975 | 1982 | 1990 | 1999 | 2009 | 2017 |
| Einwohner | 134  | 147  | 159  | 133  | 136  | 138  | 151  | 132  |

## Sehenswürdigkeiten
- Schloss Gournay (19. Jahrhundert)
- Schloss Petiteville (Wiederaufbau 19. Jahrhundert)
- Kirche Saint-Lambert
- Kirche Saint-Gilles (12. Jahrhundert)

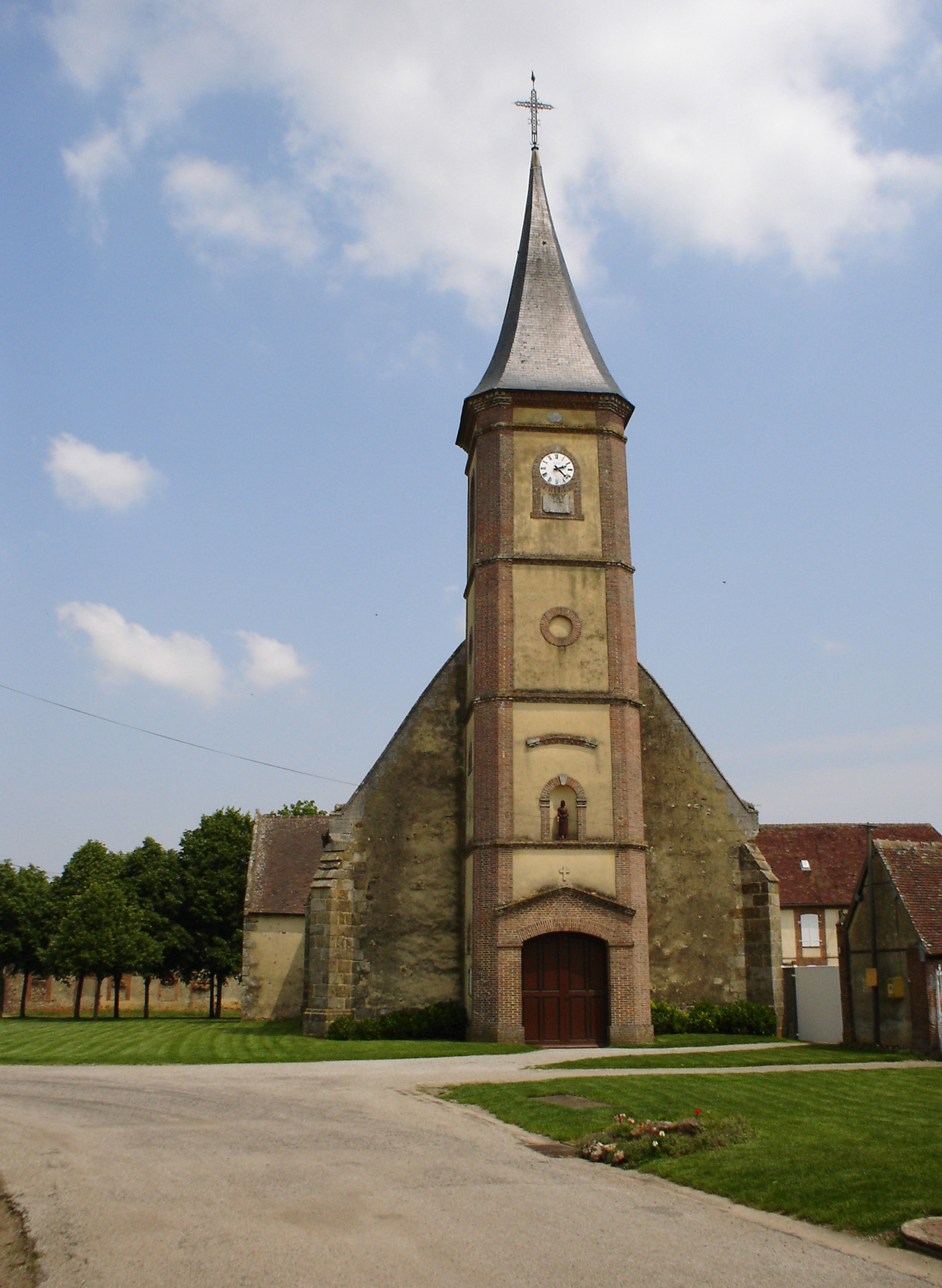
Kirche Saint-Lambert
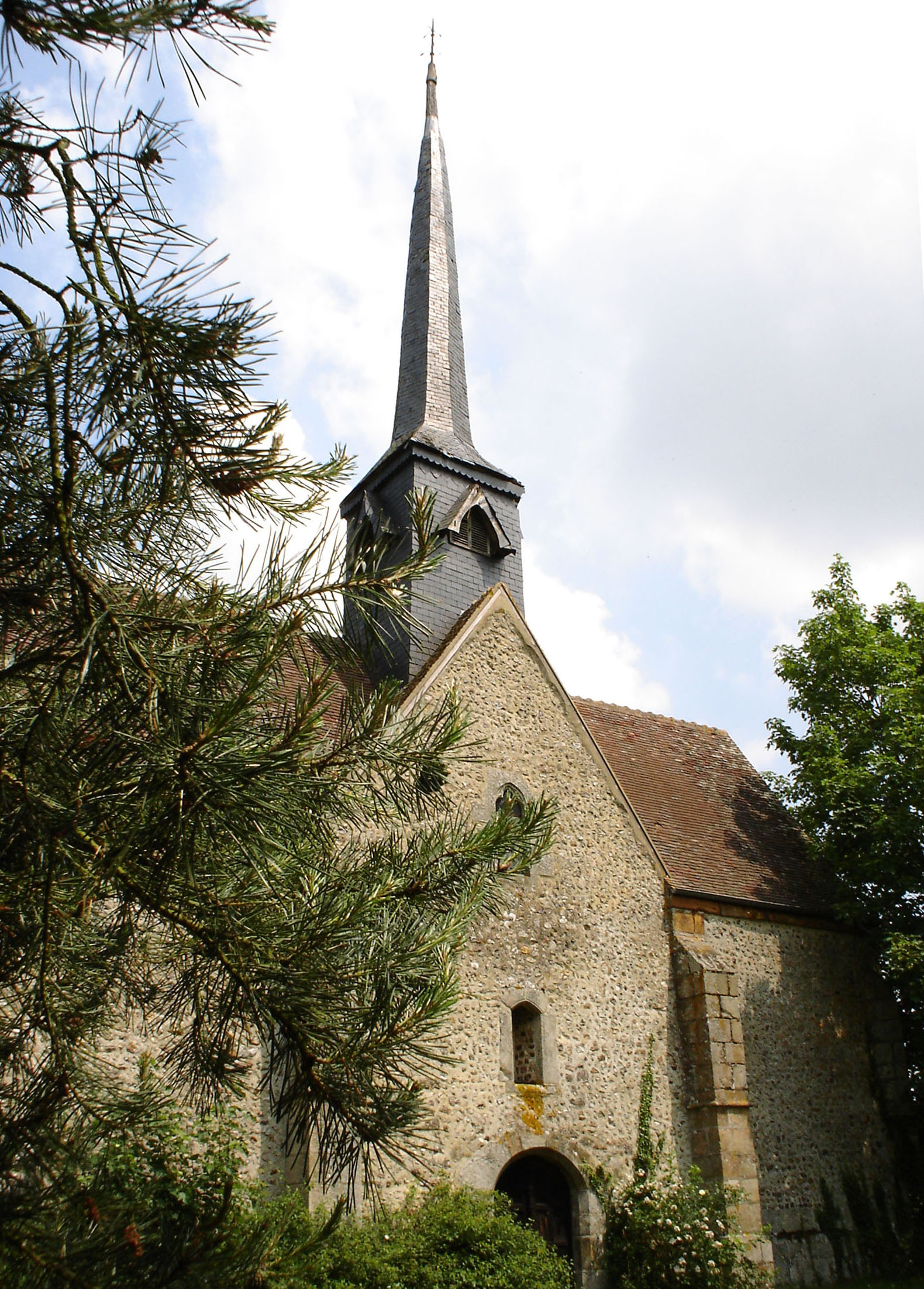
Kirche Saint-Gilles

## Wirtschaft
Auf dem Gemeindegebiet gelten geschützte geographische Angaben (IGP) für Schweinefleisch (Porc de Normandie), Geflügel (Volailles de Normandie) und Cidre (Cidre de Normandie und Cidre normand).